# Panmah Muztagh
La Panmah Muztagh es un subcordillera del Karakórum, en el Baltistán, un distrito de Gilgit-Baltistán, Pakistán. Sus montañas más altas no son particularmente elevadas para los estándares del Karakórum, pero se caracterizan por ser enormes moles graniticas y contar con paredes casi verticales, a diferencia de las montañas de su entorno. En particular, el más alto de los picos de la subcordillera, el Baintha Brakk (El Ogre) con 7.285 m, tiene una gran dificultad de escalada y sólo ha sido ascendido dos veces. El cercano Grupo Latok tiene dificultades similares. Ambos grupos se encuentran al norte del gran Glaciar Biafo uno de los glaciares más importantes del Karakórum.
El Panmah Muztagh se encuentra en el corazón del Karakórum, al noroeste del Baltoro Muztagh (donde se encuentran los ochomiles del Karakórum), y al sureste de la subcordillera Hispar Muztagh. En el suroeste, está separada de las Montañas Spantik-Sosbun por el Glaciar Biafo. El Glaciar Skamri y el Glaciar Braldu la separan de las Montañas Wesm hacia el norte. Los glaciares de Panmah, Nobande Sande, Choktoi y Chiring se encuentran dentro de la subcordillera.

## Picos notables del Panmah Muztagh
| Montaña                 | Altura (m) | Coordenadas                                | Prominencia (m) | Montaña padre | Primera ascensión | Ascensiones (intentos) |
| ----------------------- | ---------- | ------------------------------------------ | --------------- | ------------- | ----------------- | ---------------------- |
| Baintha Brakk           | 7,285      | 35°56′51″N 75°45′12″E / 35.94750, 75.75333 | 1,891           | Kanjut Sar    | 1977              | 3 (14)                 |
| Latok I (Latok Central) | 7,151      | 35°55′41″N 75°49′21″E / 35.92806, 75.82250 | 1,475           | Baintha Brakk | 1979              | ???                    |
| Latok II (Latok West)   | 7,108      | 35°55′12″N 75°48′09″E / 35.92000, 75.80250 | 400             | Latok I       | 1977              | ???                    |
| Latok III (Latok East)  | 22,798     | 35°55′12″N 75°50′23″E / 35.92000, 75.83972 | 650             | Latok I       | 1979              | ???                    |